# Форт Санта Анжел
Форт Санто-Анхель был испанской крепостью на острове Гуам, ныне является территорией Соединенных Штатов. Расположенный на мысе на западном побережье острова в самой северной части залива Уматак в Уматаке, остатки форта являются одними из самых старых известных построек испанской эпохи на острове; документально подтверждено, что форт стоял здесь с 1742 года и использовался до сих пор в начале XIX века. Форт обеспечивал защиту якорной стоянки, используемой испанскими галеонами на торговом пути между Манилой (часть территории Испанской Ост-Индии) и Акапулько, Мексика (часть территории Новой Испании). Сохранилась площадь 40 на 24 фута на монолите(12,2 м × 7,3 м), выложенная плиткой; окруженная  стеной из манпостериея (коралл, смешанный с цементом) размером с 1 фут (30 см) высотой и 18 дюймов (46 см) толщиной. Остатки караульного помещения и второй, меньшей платформы, лежат к западу от форта.